# Cantone di Espejo
Il cantone di Espejo è un cantone dell'Ecuador che si trova nella provincia del Carchi.
Il capoluogo del cantone è El Ángel.